# Fair Warning
Fair Warning är Van Halens fjärde studioalbum, släppt 29 april 1981. Van Halen har alltid varit känt som ett party-rockband, men detta album är i överlag ett mörkt album, mycket beroende på att det rådde oenigheter inom bandet vid tillfället då skivan sammanställdes. Trots bråken i bandet så sålde ändå "Fair Warning" i ca två miljoner exemplar.

## Låtar på albumet
(Alla låtar skrivna av Anthony/Roth/A. Van Halen/E. Van Halen)
1. "Mean Street" - 5:00
2. "Dirty Movies" - 4:08
3. "Sinner's Swing!" - 3:09
4. "Hear About It Later" - 4:35
5. "Unchained" - 3:29
6. "Push Comes to Shove" - 3:49
7. "So This Is Love?" - 3:06
8. "Sunday Afternoon in the Park" - 1:59
9. "One Foot Out the Door" - 1:58